# (100245) 1994 RT2
(100245) 1994 RT2 es un asteroide perteneciente al cinturón de asteroides, descubierto el 2 de septiembre de 1994 por el equipo del Spacewatch desde el Observatorio Nacional de Kitt Peak, Arizona, Estados Unidos.

## Designación y nombre
Designado provisionalmente como 1994 RT2.

## Características orbitales
1994 RT2 está situado a una distancia media del Sol de 2,440 ua, pudiendo alejarse hasta 2,898 ua y acercarse hasta 1,983 ua. Su excentricidad es 0,187 y la inclinación orbital 4,782 grados. Emplea 1392 días en completar una órbita alrededor del Sol.

## Características físicas
La magnitud absoluta de 1994 RT2 es 16,5.